# Movimento antimafia

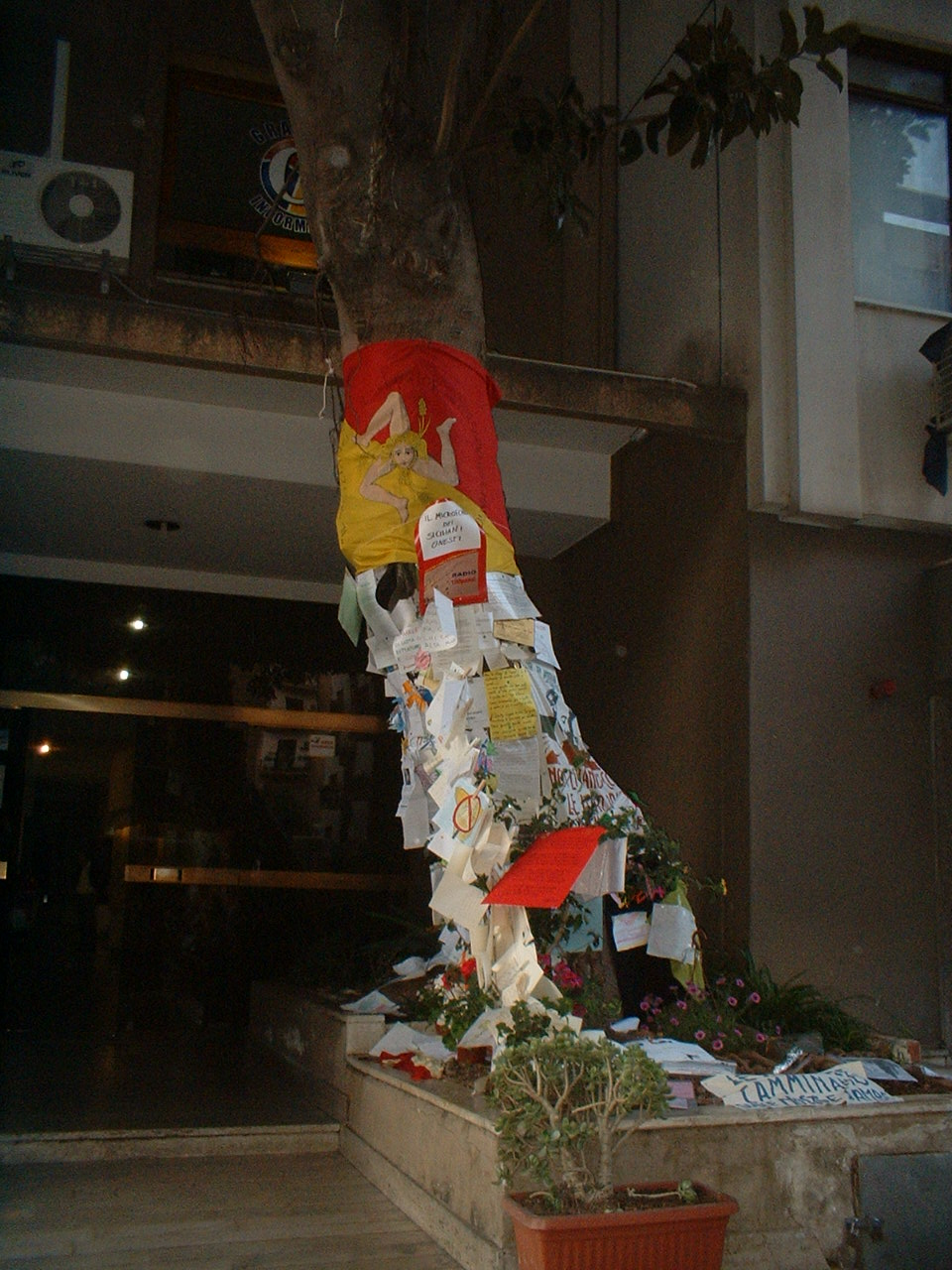
Lalbero Falcone, in via Emanuele Notabartolo 23, a Palermo, uno dei simboli dell'antimafia in Sicilia.

Con l'espressione movimento antimafia si indicano generalmente tutti i movimenti, associazioni o comitati, spontanei o organizzati, che osteggino o comunque avversino le mafie e le loro manifestazioni.

## Storia

### XX secolo

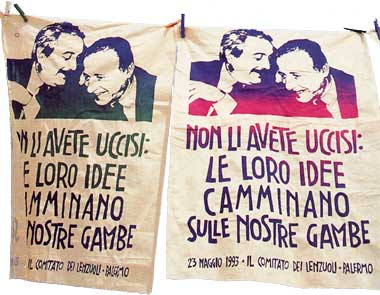
Alcuni lenzuoli esposti dal Comitato dei lenzuoli con slogan antimafia in omaggio ai giudici Giovanni Falcone e Paolo Borsellino, figure-simbolo della lotta alla mafia.

La maggior parte delle associazioni antimafia nacquero nel corso del XX secolo in seguito agli efferati crimini compiuti sul territorio nazionale da parte delle organizzazioni criminali di tipo mafioso quali Cosa Nostra, Camorra, 'Ndrangheta e Sacra Corona Unita.
Di particolare importanza sono stati i movimenti spontanei contro Cosa nostra nati in Sicilia. I fasci siciliani di fine Ottocento e i movimenti sindacali nell'immediato dopoguerra che lottarono per i diritti dei contadini siciliani contro i latifondisti mafiosi possono essere considerati antesignani del moderno movimento antimafia, che si concretizzò a partire dagli anni ottanta del XX secolo come risposta della società civile all'uccisione indiscriminata di magistrati, poliziotti, carabinieri ed uomini dello Stato: da intellettuali ed attivisti isolati come Danilo Dolci, Michele Pantaleone, Peppino Impastato e Pio La Torre (che fu promotore del disegno di legge che introdusse il reato di associazione di tipo mafioso e la confisca dei beni di provenienza illecita) si passò ad associazioni e comitati organizzati, che il sindaco di Palermo Leoluca Orlando tentò di coinvolgere nel governo della città, dando vita all'esperienza nota come "Primavera di Palermo".
Nei primi anni ottanta, in piena guerra di camorra tra la NCO di Raffaele Cutolo e la Nuova Famiglia, anche in Campania prese forma un movimento anticamorra su iniziativa di monsignor Antonio Riboldi, vescovo di Acerra, il quale, coinvolgendo numerose forze politiche e sociali, organizzò nel 1982 la storica marcia ad Ottaviano, "feudo" di Cutolo, con la partecipazione di 10.000 persone e, sempre nello stesso anno, anche la marcia ad Afragola, che vide coinvolti 5.000 studenti ed operai.
Nel 1990 il commerciante Tano Grasso fondò a Capo d'Orlando (ME) la prima associazione antiracket in Italia e poi la FAI, la Federazione delle Associazioni antiracket e antiusura Italiane, che riuniva tutte le associazioni antiracket sorte nel frattempo nel resto del Paese. Particolare sdegno suscitò l'omicidio dell'imprenditore Libero Grassi, che aveva denunciato pubblicamente di essere vittima del racket del pizzo, tanto che i conduttori televisivi Maurizio Costanzo e Michele Santoro gli dedicarono una lunga trasmissione andata in onda il 26 settembre 1991 a reti unificate su Rai 3 e Canale 5 che raccolse quasi dieci milioni di telespettatori e vide come ospiti numerosi parenti di vittime di mafia e protagonisti dei movimenti di contrasto al fenomeno, finendo al centro di numerose polemiche. Contemporaneamente, in risposta ai centinaia di omicidi maturati durante la seconda guerra di 'ndrangheta, la tradizionale marcia per la pace Perugia-Assisi si svolse a Reggio Calabria e vi parteciparono 30.000 persone provenienti da tutta Italia. Nello stesso anno nacque il movimento politico La Rete su impulso di Leoluca Orlando, che decise di candidare numerose figure iconiche della lotta alla mafia, da Letizia Battaglia a Claudio Fava.
Fu però a seguito delle stragi di Capaci e di via d'Amelio, nelle quali persero la vita i giudici Giovanni Falcone e Paolo Borsellino, che le associazioni e le manifestazioni contro la mafia crebbero di numero e d'importanza. Subito dopo le due stragi, il più famoso movimento fu il Comitato dei lenzuoli, nato a Palermo su ispirazione delle comuni cittadine Marta Cimino e Gabriella Saladino che, attraverso il passaparola e l’imitazione spontanea, fecero sì che le altre persone appendessero ai balconi delle proprie abitazioni un lenzuolo bianco con scritte e slogan antimafia. Dopo la morte dei due magistrati, testimone d'eccezione del movimento antimafia fu l'ex giudice Antonino Caponnetto, creatore del pool di cui avevano fatto parte Falcone e Borsellino, che iniziò a girare per l'Italia per parlare agli studenti ed ai cittadini contro la mafia.

Storica fu anche la presa di posizione della Chiesa cattolica nella persona di papa Giovanni Paolo II, il quale durante la sua visita ad Agrigento il 9 maggio 1993, a circa un anno dalle stragi, lanciò un appello alla conversione dei mafiosi:
Testimoni di questo clima di rinnovamento antimafia all'interno della Chiesa furono don Pino Puglisi nel quartiere Brancaccio a Palermo e don Giuseppe Diana a Casal di Principe, in provincia di Caserta: entrambi furono assassinati perché tentavano di sottrarre i ragazzi dall'emarginazione e dal degrado che li trasformavano in facile manovalanza a disposizione delle organizzazioni mafiose del luogo.
In Calabria dal 1994 al 2003 si ricordano le storiche battaglie anti 'ndrangheta del sindaco di Rosarno Giuseppe Lavorato che diedero vita alla Primavera Rosarnese, un grande movimento antimafia che contrastò concretamente la Criminalità organizzata sul piano politico-amministrativo portando Rosarno ad essere il primo Comune d'Italia a costituirsi parte civile in un processo contro la mafia e uno dei primi a utilizzare i beni confiscati per scopi di pubblica utilità.

### XXI secolo

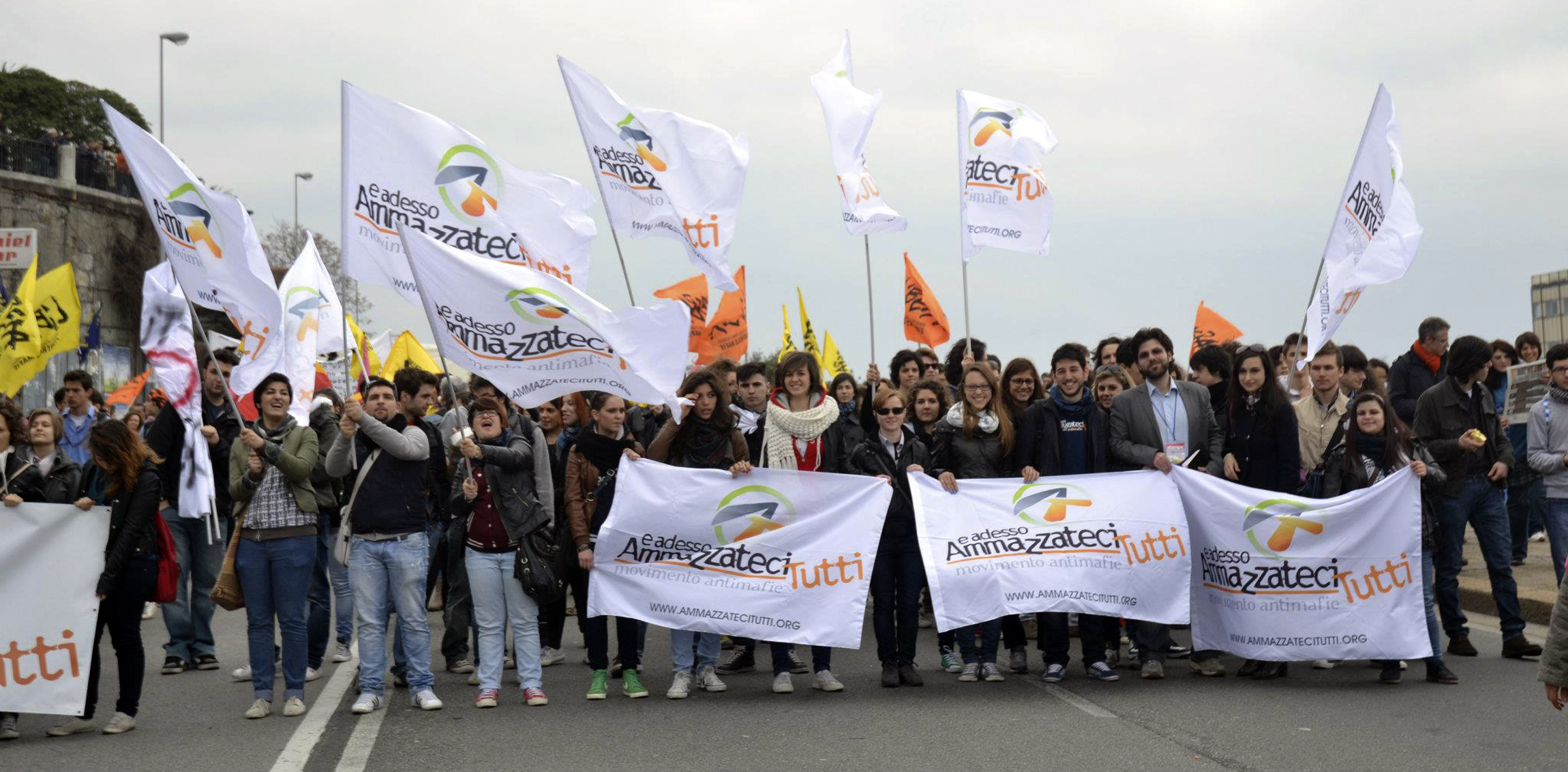
L'associazione "Ammazzateci Tutti” a Genova per la Giornata nazionale della memoria e dell'impegno promossa dall'Associazione Libera di don Luigi Ciotti. 17 marzo 2012.

Sebbene alcuni movimenti abbiano cominciato a nascere alla fine del XX secolo (si pensi a Libera. Associazioni, nomi e numeri contro le mafie fondata da don Luigi Ciotti nel 1995, che fu promotrice della legge 7 marzo 1996, n. 109 sull'utilizzo sociale dei beni confiscati alle mafie), dal 2000 in poi si è assistito ad una certa proliferazione di tali movimenti: nel giugno 2003 infatti fu creata dalla moglie di Antonino Caponnetto, Elisabetta Baldi, la Fondazione Antonino Caponnetto; nel 2004 nacque a Palermo il Comitato Addiopizzo con lo scopo di dare un aiuto ai commercianti che denunciano le estorsioni ed incitare i consumatori a preferire gli esercizi commerciali di questi ultimi nei loro acquisti. Specularmente all'esperienza palermitana il 2006 nasce nella provincia etnea l'associazione antiracket Addiopizzo Catania che si propone i medesimi obiettivi di Addiopizzo Palermo senza perdere di vista le numerose iniziative sociali delle quali si fa portavoce.
Nel 2005, dopo l'uccisione del Vicepresidente del Consiglio regionale della Calabria Francesco Fortugno, si registrarono manifestazioni spontanee che poi portarono alla formazione del movimento Ammazzateci tutti.
Nei primi anni 2000, l'imprenditore e giornalista Pino Maniaci, dagli schermi della rete televisiva locale Telejato con sede a Partinico (PA), lanciò il suo telegiornale innovativo con una serie di reportage che si occupavano prevalentemente di notizie relative alla criminalità organizzata, con toni di denuncia spesso irriverenti e con un linguaggio non convenzionale (in numerosi casi scurrile), che hanno reso questa tv locale famosa in tutta Italia, tanto che Maniaci, vittima in diversi casi di minacce ed aggressioni mafiose, è stato spesso invitato nelle scuole per parlare di mafia ed antimafia.
Nel 2007 avvenne la storica presa di posizione di Confindustria Sicilia, l'associazione degli industriali siciliani, che, sotto la presidenza di Ivan Lo Bello e del suo vice Antonello Montante, introdusse la regola che prevedeva l'espulsione dei soci che pagassero il pizzo.

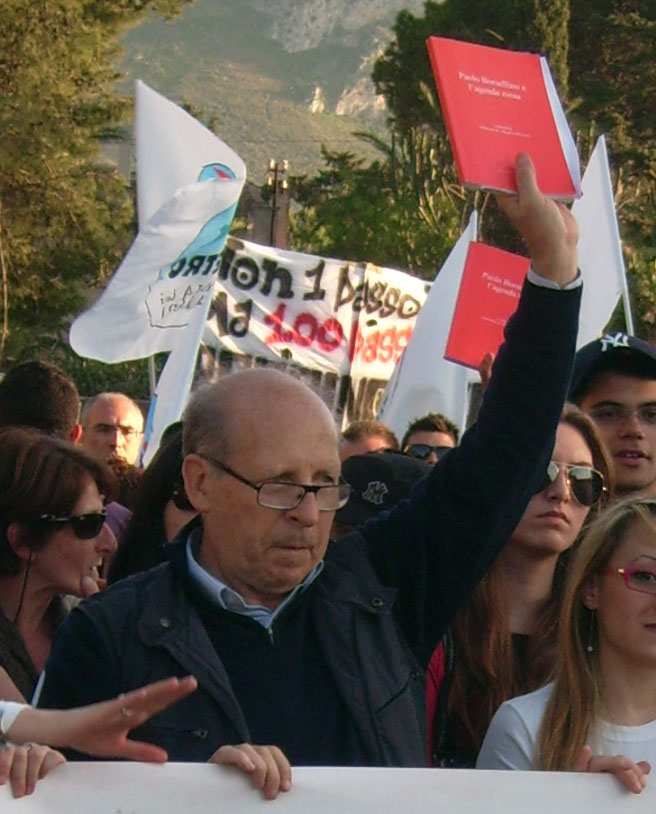
Salvatore Borsellino con l'agenda rossa alla manifestazione in memoria di Peppino Impastato. Cinisi, 9 maggio 2010.

Nel 2009 è nato il Movimento delle agende rosse per volontà di Salvatore Borsellino. Il movimento prende nome dal colore dell'agenda del fratello, il magistrato Paolo Borsellino, sparita misteriosamente dopo la strage di via D'Amelio. Esso opera al fine di stabilire verità e giustizia per le stragi del 1992 e del 1993 e, insieme alle associazioni Scorta Civica e al Coordinamento Cittadinanza per la Magistratura, vuole "proteggere" i magistrati che si occupano dei processi legati alle stragi dai ripetuti attacchi politici e giornalistici.

Il 20 giugno 2014, nel corso di un'omelia pronunciata durante una messa nella Piana di Sibari in Calabria, Papa Francesco ha assunto una posizione ancora più dura dei suoi predecessori nei confronti dei mafiosi, dichiarandoli scomunicati dalla Chiesa:

## Composizione

### Associazioni
- Libera. Associazioni, nomi e numeri contro le mafie
- Comitato Addiopizzo
- Addiopizzo Catania
- Ammazzateci tutti

### Testate giornalistiche
- Antimafia duemila

### Eventi ricorrenti
- La Giornata nazionale della memoria e dell’impegno in ricordo delle vittime innocenti delle mafie, organizzata a partire dal 1996 dall'associazione Libera e poi riconosciuta dallo Stato italiano con la legge 8 marzo 2017, n. 20, viene celebrata ogni anno il 21 marzo in diverse città d'Italia per ricordare le vittime di tutte le mafie[34].
- Palermo chiama Italia, serie di iniziative promosse a partire dal 2002 dal Ministero dell'istruzione e dalla Fondazione Giovanni Falcone per incoraggiare nelle scuole italiane attività didattiche mirate alla cultura del rispetto e della legalità, che culminano il 23 maggio di ogni anno (anniversario della strage di Capaci) nell'arrivo al porto di Palermo della Nave delle legalità con a bordo centinaia di studenti e docenti arrivati da tutta Italia per partecipare alle manifestazioni di commemorazione delle vittime della mafia[35].
- A Barcellona Pozzo di Gotto ogni 8 gennaio è promossa l'iniziativa di commemorazione di Beppe Alfano, giornalista ucciso dalla mafia locale. L'iniziativa, promossa dall'Associazione Nazionale Familiari Vittime di Mafia e dalla figlia Sonia Alfano e a cui partecipano le organizzazioni citate tra le voci correlate, ancora oggi porta profonde reazioni nell'opinione pubblica locale.

## Controversie
Il 7 febbraio 2018 la Commissione parlamentare antimafia presieduta dall'onorevole Rosy Bindi approvò la relazione conclusiva dei suoi lavori, in cui dedicava un intero capitolo alla situazione del movimento antimafia travolto da alcuni scandali che videro coinvolti personaggi molto noti e considerati simboli della lotta alle mafie: tra gli esempi più celebri, Pino Maniaci (il direttore di Telejato arrestato con l'accusa di estorsione nei confronti di alcuni amministratori locali) e poi assolto e Silvana Saguto (presidente della sezione misure di prevenzione del Tribunale di Palermo, punto di riferimento in tema di riutilizzo dei beni confiscati, indagata per associazione a delinquere, corruzione ed abuso d'ufficio), condannata in due gradi di giudizio e posta, oggi, agli arresti.
diffidenza nei confronti del movimento antimafia da parte di diversi settori dell’opinione pubblica. In molti casi l’antimafia è stata rappresentata come moralmente inquinata, intossicata da ambizioni 
personali, da millanterie, dalla ricerca di vantaggi di potere, di status o addirittura economici, quando non da relazioni di connivenza e complicità con gli stessi ambienti mafiosi.»
Nel 2022 le condanne furono confermate in appello, aumentate di qualche mese.
L'8 aprile 2021, Pino Maniaci venne assolto con formula piena dall'accusa di estorsione perché "il fatto non sussiste" e condannato per diffamazione a 1 anno e 5 mesi.

## Nel mondo

### Germania
Mafia? Nein danke! (in italiano, Mafia? No grazie!) è un movimento antimafia analogo ad Addiopizzo nato in Germania il 21 agosto 2007 pochi giorni dopo la strage di Duisburg ultimo atto tra famiglie di 'Ndrangheta in lotta nella faida di San Luca. L'idea è partita da Laura Garavini, e le aziende che partecipano (già più di cento) si sono impegnate a non assumere persone che hanno precedenti mafiosi e a rifiutare, denunciare e combattere qualunque tentativo d'estorsione.

## Filmografia
- Cento giorni a Palermo (1984), di Giuseppe Ferrara, con Lino Ventura e Giuliana De Sio.
- Giovanni Falcone (1993), di Giuseppe Ferrara, con Michele Placido e Anna Bonaiuto.
- Il giudice ragazzino (1994) di Alessandro Di Robilant, con Giulio Scarpati e Sabrina Ferilli.
- I cento passi (2000), di Marco Tullio Giordana, con Luigi Lo Cascio e Tony Sperandeo.
- Placido Rizzotto (2000), di Pasquale Scimeca, con Marcello Mazzarella e Vincenzo Albanese.
- Alla luce del sole (2005), di Roberto Faenza, con Luca Zingaretti e Alessia Goria.
- Fortapàsc (2009), di Marco Risi, con Libero De Rienzo e Valentina Lodovini.
- La mafia uccide solo d'estate (2013), di Pierfrancesco Diliberto, con Pif e Cristiana Capotondi.
- Lea (2015), film TV della Rai di Marco Tullio Giordana, con Vanessa Scalera e Linda Caridi.
- Vendetta: guerra nell’antimafia (2021), documentario prodotto da Netflix e diretto da Ruggero Di Maggio, Davide Gambino, Flaminia Iacoviello, Daniela Volker, Suemay Oram.
- Solo per passione - Letizia Battaglia fotografa,(2022), miniserie televisiva di Roberto Andò, con Isabella Ragonese.